# Крылов, Сергей Анатольевич
Серге́й Анато́льевич Крыло́в (4 июня 1941, Москва — 30 ноября 2021, там же) — советский и российский бард, физик-экспериментатор, поэт, журналист. Кандидат физико-математических наук.

## Биография
В самом начале войны вместе с родителями переехал на Урал, где его отец занимался строительством заводов, работавших на оборону.
В 1964 году окончил физический факультет МГУ им. Ломоносова, отделение ядерной физики. Кандидат физико-математических наук. Работал в Физическом институте им. Лебедева Академии наук СССР, затем — научным редактором в издательстве «Высшая школа», после — журналистом.
В 1962—1965 годах был комиссаром знаменитой агитбригады физфака МГУ — «кузницы кадров» самодеятельной песни. В ней в те годы начали сочинять песни известные барды: Сергей Никитин, Валерий Канер, Валерий Миляев, Сергей Смирнов, Дмитрий Гальцов, Лидия Белостоцкая.
В 1965—1968 годах — руководитель и автор программ творческой студии «ФЕНИКС» физфака МГУ.
В качестве председателя жюри провел множество фестивалей самодеятельной песни (Норильск, Магадан, Владивосток, Карелия, Чукотка, Переславль-Залесский).
Скончался 30 ноября 2021 года в Москве. Похоронен рядом с женой на Богородском кладбище (Московская область).

## Семья
Жена — Зоя Петровна Крылова (1944—2017), журналист, общественный деятель, в 1983—2008 годах главный редактор журнала "Работница".

## Творчество
На стихи С. Крылова писали музыку Сергей Никитин, Лидия Белостоцкая, Владимир Мулявин, Аркадий Лебедев, однако в большинстве своих песен (а их более ста) он автор и слов, и музыки.
К числу наиболее известных песен Сергея Анатольевича относятся «Песня о маленьком трубаче» (муз. Сергея Никитина) и «Зимняя сказка» (или «Желтый цыпленок»), музыку к которой он написал сам. Эта песня стала «визитной карточкой» квартета, созданного Сергеем Никитиным, и вскоре разошлась по стране на правах безымянной народной песни.